# Harvey Barnes
Harvey Barnes, né le 9 décembre 1997 à Burnley au Royaume-Uni, est un footballeur international anglais qui évolue au poste de milieu de terrain à Newcastle United.

## Biographie

### En club

#### Leicester Cityet les différents prêts
Formé à Leicester City, Harvey Barnes participe à sa première rencontre avec l'équipe professionnelle en entrant en cours de jeu lors d'un match de Ligue des champions face au FC Porto (défaite 5-0) le 7 décembre 2016.
Le 20 janvier 2017, il est prêté pour six mois à MK Dons, qui évolue en D3 anglaise. Il inscrit six buts en vingt-et-un matchs de championnat avant de réintégrer l'effectif des Foxes en juin 2017.
Le 11 août 2017, Barnes est de nouveau cédé en prêt, cette fois au Barnsley FC pour une durée d'une saison. Le 26 août suivant, il inscrit son premier but en Championship face à Sunderland (3-0). Auteur de cinq buts en vingt-cinq apparitions sous le maillot de Barnsley pendant la première partie de saison, Barnes est rappelé de son prêt par Leicester City début janvier 2018.
De retour à Leicester, il participe à deux rencontres de Coupe d'Angleterre dès le mois de janvier avant de jouer son premier match en Premier League contre Southampton le 19 avril 2018.
Le 24 juillet 2018, il est prêté pour une saison à West Bromwich Albion, relégué en D2 anglaise. Auteur de neuf buts en vingt-huit matchs lors de la première partie de saison, Barnes est rappelé de son prêt par Leicester le 11 janvier 2019.
Le 20 avril 2019, il inscrit son premier but sous le maillot des Foxes lors d'un match de championnat face à West Ham United (2-2).

#### Arrivée àNewcastle
Il est transféré lors du mercato estival de 2023 à Newcastle pour la somme de 44M d'€. La durée de son contrat est de 5 ans.

### En sélection
Harvey Barnes est nommé dans la liste des joueurs participant au Festival international espoirs 2017 avec l'équipe d'Angleterre des moins de 20 ans. Il termine co-meilleur buteur du tournoi avec quatre réalisations et l'Angleterre remporte la compétition.
Il fait partie des vingt joueurs sélectionnés en équipe d'Angleterre espoirs pour disputer le Festival international espoirs 2018. Il doit cependant déclarer forfait à la suite d'une blessure.
Le 16 octobre 2018, Barnes prend part à son premier match avec les espoirs anglais en étant titularisé face à l'Écosse (victoire 0-2).
Le 27 mai 2019, il fait partie des vingt-trois joueurs sélectionnés pour participer à l'Euro espoirs 2019 avec l'équipe d'Angleterre.
Le 1er octobre 2020, Barnes est convoqué pour la première fois en équipe d'Angleterre par Gareth Southgate. Huit jours plus tard, il honore sa première sélection avec les Three Lions à l'occasion d'un match amical contre le pays de Galles (victoire 3-0).

## Statistiques

### En club
| Saison                | Club                        | Championnat           | Championnat | Championnat | Championnat | Coupe nationale | Coupe nationale | Coupe nationale | Coupe de la Ligue | Coupe de la Ligue | Coupe de la Ligue | Supercoupe | Supercoupe | Supercoupe | Compétition(s) continentale(s) | Compétition(s) continentale(s) | Compétition(s) continentale(s) | Compétition(s) continentale(s) | Total | Total | Total |
| Saison                | Club                        | Division              | M.          | B.          | P.d.        | M.              | B.              | P.d.            | M.                | B.                | P.d.              | M.         | B.         | P.d.       | Comp.                          | M.                             | B.                             | P.d.                           | M.    | B.    | P.d.  |
| 2016-2017             | Leicester City              | Premier League        | -           | -           | -           | -               | -               | -               | -                 | -                 | -                 | -          | -          | -          | C1                             | 1                              | 0                              | 0                              | 1     | 0     | 0     |
| 2017-2018             | Leicester City              | Premier League        | 3           | 0           | 0           | 2               | 0               | 0               | -                 | -                 | -                 | -          | -          | -          | -                              | -                              | -                              | -                              | 5     | 0     | 0     |
| 2018-2019             | Leicester City              | Premier League        | 16          | 1           | 2           | -               | -               | -               | -                 | -                 | -                 | -          | -          | -          | -                              | -                              | -                              | -                              | 16    | 1     | 2     |
| 2019-2020             | Leicester City              | Premier League        | 36          | 6           | 8           | 3               | 1               | 0               | 3                 | 0                 | 1                 | -          | -          | -          | -                              | -                              | -                              | -                              | 42    | 7     | 9     |
| 2020-2021             | Leicester City              | Premier League        | 25          | 9           | 4           | 2               | 1               | 0               | -                 | -                 | -                 | -          | -          | -          | C3                             | 8                              | 3                              | 0                              | 35    | 13    | 4     |
| 2021-2022             | Leicester City              | Premier League        | 32          | 6           | 10          | 2               | 1               | 0               | 1                 | 1                 | 0                 | 1          | 0          | 0          | C3+C4                          | 4+8                            | 1+2                            | 2+2                            | 48    | 11    | 14    |
| 2022-2023             | Leicester City              | Premier League        | 34          | 13          | 1           | 2               | 0               | 1               | 4                 | 0                 | 1                 | -          | -          | -          | --                             | -                              | -                              | -                              | 40    | 13    | 3     |
| Sous-total            | Sous-total                  | Sous-total            | 146         | 35          | 25          | 11              | 3               | 1               | 8                 | 1                 | 2                 | 1          | 0          | 0          | -                              | 21                             | 6                              | 4                              | 187   | 45    | 32    |
| 2016-2017             | MK Dons (prêt)              | League One            | 21          | 6           | 1           | -               | -               | -               | -                 | -                 | -                 | -          | -          | -          | -                              | -                              | -                              | -                              | 21    | 6     | 1     |
| 2017-2018             | Barnsley FC (prêt)          | Championship          | 23          | 5           | 4           | -               | -               | -               | 2                 | 0                 | 1                 | -          | -          | -          | -                              | -                              | -                              | -                              | 25    | 5     | 5     |
| 2018-2019             | West Bromwich Albion (prêt) | Championship          | 26          | 9           | 7           | -               | -               | -               | 2                 | 0                 | 1                 | -          | -          | -          | -                              | -                              | -                              | -                              | 28    | 9     | 8     |
| 2023-2024             | Newcastle United            | Premier League        | 21          | 5           | 3           | 1               | 0               | 0               | -                 | -                 | -                 | -          | -          | -          | C1                             | 1                              | 0                              | 0                              | 23    | 5     | 3     |
| 2024-2025             | Newcastle United            | Premier League        | 33          | 9           | 4           | 2               | 0               | 0               | 5                 | 0                 | 0                 | -          | -          | -          | -                              | -                              | -                              | -                              | 40    | 9     | 4     |
| 2025-2026             | Newcastle United            | Premier League        | 1           | 0           | 0           | 0               | 0               | 0               | 0                 | 0                 | 0                 | -          | -          | -          | C1                             | -                              | -                              | -                              | 1     | 0     | 0     |
| Sous-total            | Sous-total                  | Sous-total            | 55          | 14          | 7           | 3               | 0               | 0               | 5                 | 0                 | 0                 | -          | -          | -          | -                              | 1                              | 0                              | 0                              | 64    | 14    | 7     |
| Total sur la carrière | Total sur la carrière       | Total sur la carrière | 271         | 69          | 44          | 14              | 3               | 1               | 17                | 1                 | 3                 | 1          | 0          | 0          | -                              | 22                             | 6                              | 4                              | 325   | 79    | 52    |

### En sélections nationales
| Saison                | Sélection             | Phases finales        | Phases finales | Phases finales | Phases finales | Éliminatoires | Éliminatoires | Éliminatoires | Matchs amicaux | Matchs amicaux | Matchs amicaux | Total | Total | Total |
| Saison                | Sélection             | Compétition           | M              | B              | Pd             | M             | B             | Pd            | M              | B              | Pd             | M     | B     | Pd    |
| --------------------- | --------------------- | --------------------- | -------------- | -------------- | -------------- | ------------- | ------------- | ------------- | -------------- | -------------- | -------------- | ----- | ----- | ----- |
| 2020-2021             | Angleterre            | -                     | -              | -              | -              | -             | -             | -             | 1              | 0              | 0              | 1     | 0     | 0     |
| Total sur la carrière | Total sur la carrière | Total sur la carrière | -              | -              | -              | -             | -             | -             | 1              | 0              | 0              | 1     | 0     | 0     |

## Palmarès

### En club
- Leicester City
  - Vainqueur du Community Shield en 2021.
- Newcastle United
  - Vainqueur de la Coupe de la Ligue en 2025.

### En sélection
- Angleterre -20 ans
  - Vainqueur du Festival international espoirs en 2017.

### Distinctions personnelles
- Co-meilleur buteur du Festival international espoirs en 2017 (4 buts).
- Membre de l'équipe-type du Festival international espoirs en 2017.
- But du mois de Premier League en août 2019.